# Phasia bifurca
Phasia bifurca là một loài ruồi trong họ Tachinidae.